# جبدرق
جبدرق روستایی است که در استان اردبیل، شهرستان مشگین‌شهر، بخش مرکزی، دهستان دشت قرار دارد.

## جمعیت
بر اساس سرشماری سال ۱۳۹۰ جمعیت این روستا ۲۸۷۷نفر با ۸۳۰خانوار بوده‌است.